# Terry Welch
Terry Archer Welch (* 1939; † 22. November 1988 in Travis County) war ein US-amerikanischer Informatiker.
Welch studierte Elektrotechnik am Massachusetts Institute of Technology, wo er auch promovierte. Danach lehrte er an der University of Texas at Austin, war Computer Ingenieur bei Honeywell in Waltham (Massachusetts) und war ab 1976 als Manager für Computer Architecture Research im Forschungszentrum der Sperry Corporation in Sudbury (Massachusetts).
Welch entwickelte den in Anwendungen weit verbreiteten LZW-Algorithmus, basierend auf Arbeiten von Jacob Ziv und Abraham Lempel aus den 1970er Jahren. 1981 meldete er für seinen Arbeitgeber (Sperry Corporation) ein US-Patent dafür an, in den folgenden Jahren folgte ein weiteres und internationale Patente; nach deren Erteilung veröffentlichte er seinen Algorithmus. Der Algorithmus fand weite Anwendung insbesondere im GIF-Format auf Personalcomputern in den 1980er Jahren, was zu Konflikten führte, als Sperry (Unisys) ab 1994 Lizenzgebühren forderte.
Ab 1983 ging er als Senior Manager zur Digital Equipment Corporation, für die er am  MMC (Microelectronics and Computer Technology Corporation), einem 1982 gegründeten gemeinsamen Forschungszentrum für Firmen der US-Computerindustrie, an fortgeschrittenen Rechnerarchitekturen arbeitete.
Er starb 1988 an einem Hirntumor.